# Пупинов мост
Пупинов мост (на сръбски: Пупинов мост или Pupinov most) е пътен мост над река Дунав в Белград, Сърбия. Мостът се намира нагоре по течението на центъра на града и свързва белградските квартали Земун и Борча. Той е част от кръга на полувътрешния пръстен. Открит през декември 2014 г., той става вторият мост над Дунав в Белград след Панчевския мост през 1946 г.

## Име
Поради произхода на инвеститорите, още преди началото на строителството, мостът е наричан разговорно „Китайски мост“ (на сръбски: Кинески мост/Kineski most). По време на строителството условното му име е било мостът Земун–Борча, но по-късно е кръстен на сръбския учен и изобретател Михайло Пупин. Името Китайски мост обаче продължава да се задържа в неофициална употреба.
Решено е да се нарече на името на Пупин, тъй като мостът свързва района на Банат, родна област на учените, с Белград. Тъй като е решено мостът да бъде кръстен на Пупин малко преди откриването му, китайските партньори решават да отбележат случая с поставянето на мраморна плоча, която да увековечи датата на тържественото откриване. Това обаче предизвиква лек скандал. Освен лошата сръбска граматика, мемориалът е издълбан в черна мраморна правоъгълна плоча, която, неизвестна на китайците, е традиционен сръбски надгробен паметник. След обществени протести „надгробният камък на моста“ е заменен.

## История
Нуждата от мост на това място е била очевидна десетилетия преди изграждането му. Лошото икономическо състояние и постоянната нужда от ремонт на мостовете през другата белградска река Сава обаче отлагат проекта. Първите конкретни стъпки са направени през 2009 г., когато градската управа дава предварителни подробности за проекта. Взето е решение мостът да се строи с китайски кредити и да се строи от китайски фирми, а подизпълнители са сръбски фирми.
В края на 2009 г. е подписан предварителен договор с китайските партньори. Той предвижда началото на строителството в средата на 2010 г., а срокът за завършване е 2013 г. Но сроковете са изместени в следващата година и половина, като се посочват различни причини (несериозност на китайския инвеститор, неприемливи искания за авансови плащания, множество други китайски искания и т.н.) Първите работници и оборудването пристигат от Китай едва в средата на 2011 г. и към този момент е ясно, че мостът няма да бъде завършен преди пролетта на 2014 г. Работите също се забавят поради правните проблеми с група семейства, живеещи в квартал Прегревица в Земун, където мостът трябва да премине на брега на Земун.
Разходите за изграждане на моста от 170 милиона евро са осигурени от Exim Bank of China (85%) и правителството на Сърбия и град Белград (15%). Построеният от Китай мост се явява и първата голяма инфраструктурна инвестиция на Китай на европейския континент.
Общата стойност на моста и пътищата за достъп в крайна сметка достига 260 милиона евро.

## Строителство
Работите започват сериозно през есента на 2011 г. Жителите на Прегревица са преселени в квартал Беле Воде, в община Чукарица, в края на 2011 г. и началото на 2012 г. През януари 2012 г. известният филмов актьор Бата Живойинович посещава работниците да им пожелае щастлива китайска Нова година, тъй като неговият филм от 1972 г. Валтер защитава Сараево е един от най-популярните военни филми в Китай, докато самият Живойинович е един от най-популярните чуждестранни актьори в Китай.
През юли 2014 г. двете страни на моста са свързани и работите продължават до есента на същата година. Мостът е открит от премиера на Китайската народна република Ли Къцян на 18 декември 2014 г.

## Характеристики
Мостът и 21,6 километра нови пътища за достъп ще помогнат за отклоняването на тежкия трафик от центъра на Белград. Мостът е проектиран като две независими мостови конструкции от три автомобилни ленти с ширина 3,5 метра  и пешеходно-велосипедни алеи от двете страни.
|  | Тази страница частично или изцяло представлява превод на страницата Pupin Bridge в Уикипедия на английски. Оригиналният текст, както и този превод, са защитени от Лиценза „Криейтив Комънс – Признание – Споделяне на споделеното“, а за съдържание, създадено преди юни 2009 година – от Лиценза за свободна документация на ГНУ. Прегледайте историята на редакциите на оригиналната страница, както и на преводната страница, за да видите списъка на съавторите. ВАЖНО: Този шаблон се отнася единствено до авторските права върху съдържанието на статията. Добавянето му не отменя изискването да се посочват конкретни източници на твърденията, които да бъдат благонадеждни. |